# NK Steklar
El NK Steklar fue un equipo de fútbol de Eslovenia que jugó en la Prva SNL, la primera división de fútbol en el país.

## Historia
Fue fundado en el año 1946 en la ciudad de Rogaška Slatina al finalizar la Segunda Guerra Mundial, pasando en las divisiones regionales de la desaparecida Yugoslavia.
Tras la disolución de Yugoslavia y la independencia de Eslovenia en 1991 se convirtieron en uno de los equipos fundadores de la Prva SNL, la primera división nacional en donde participaron en las dos primeras temporadas de la liga hasta que descendieron en la temporada 1992/93.
Dos años después descienden de la 2. SNL, donde en dos años descienden nuevamente de la 3. SNL, pasando los siguientes dos años en la cuarta división nacional hasta declararse en bancarrota y desaparecer en 1999.
En 1999 se estableció el NK Rogaška como el equipo sucesor, pero para la Asociación de Fútbol de Eslovenia no es un sucesor legítimo, por lo que los récords y estadísticas de ambos equipos son tomadas por separado.

## Temporadas en Eslovenia
| Temporada | Liga          | Posición |
| --------- | ------------- | -------- |
| 1991–92   | 1. SNL        | 16.º     |
| 1992–93   | 1. SNL        | 16.º     |
| 1993–94   | 2. SNL        | 7.º      |
| 1994–95   | 2. SNL        | 15.º     |
| 1995–96   | 3. SNL – Este | 7        |
| 1996–97   | 3. SNL – Este | 14.º     |
| 1997–98   | MNZ Celje     | 4.º      |
| 1998–99   | MNZ Celje     | 5.º      |